# Leffe (cerveja)
Leffe é uma marca de cerveja de propriedade da InBev Bélgica (o braço europeu de operações da gigante AB InBev - maior produtora de cervejas do mundo). 
A cerveja Leffe, produzida desde o século XIII pelos monges da antiga abadia belga de Leffe, é a cerveja tipo "cerveja de abadia" mais consumida no mundo.

## Variações

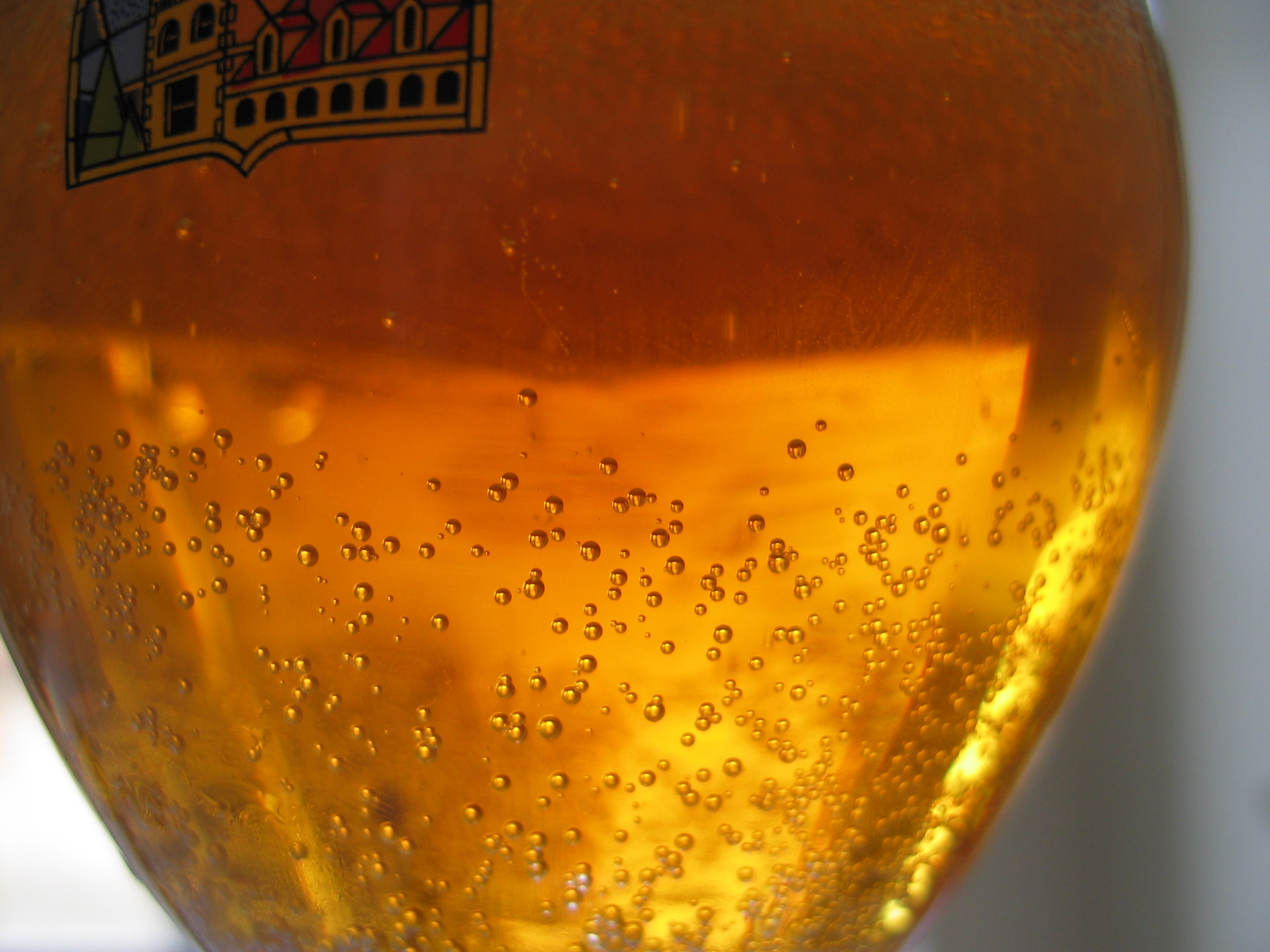
Leffe blonde

| Nome           | Teor alcoólico (%) | Informações                                                                                 |
| -------------- | ------------------ | ------------------------------------------------------------------------------------------- |
| Leffe Blonde   | 6.6                |                                                                                             |
| Leffe Brune    | 6.5                | A versão original da Leffe.                                                                 |
| Leffe Royale   | 7.5                | Cerveja de alta fermentação, feita com 3 lúpulos diferentes.                                |
| Leffe Ruby     | 5                  | Cerveja vermelha, fruto da adição de frutas vermelhas silvestres ao processo de fabricação. |
| Leffe Nectar   | 5.5                | Cerveja leve com sabor de mel.                                                              |
| Leffe Radieuse | 8.2                | Cerveja complexa, rica em sabor e de cor âmbar.                                             |
| Leffe Rituel 9 | 9                  | Alta fermentação e sabor forte.                                                             |
| Leffe Triple   | 8.5                | Continua fermentando na garrafa, devido à presença de levedura. Sabor robusto e refinado.   |